# Mignolo

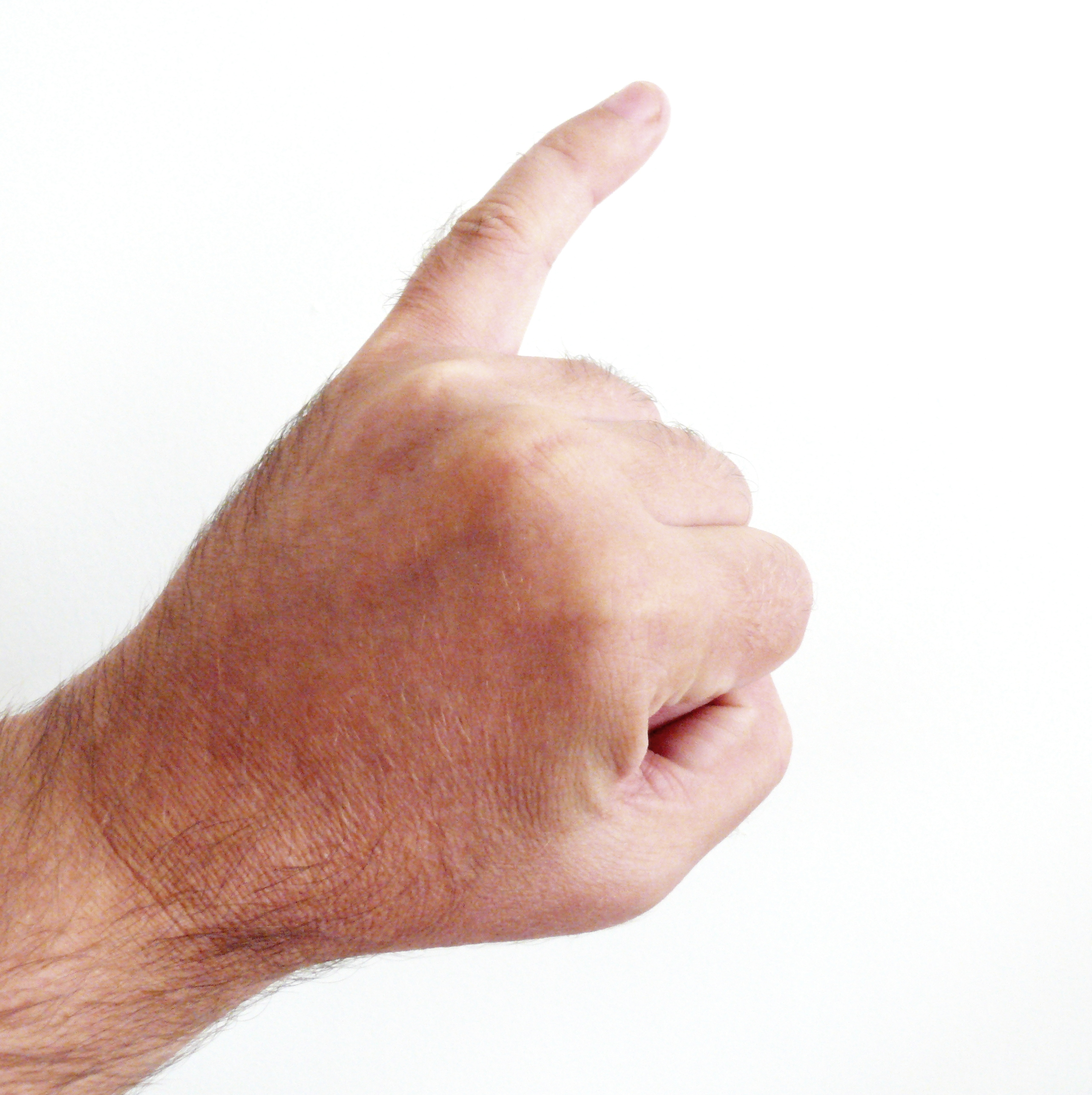
Un dito mignolo

Il mignolo (anche dito mignolo o quinto dito) è un dito della mano dell'uomo, usualmente il più piccolo. Si trova nella posizione opposta al pollice, vicino all'anulare.

## Muscoli
Ci sono quattro muscoli che controllano il mignolo, tre dei quali formano un gruppo chiamato ipotenar:
- Ipotenar
  - Muscolo opponente breve del mignolo
  - Muscolo abduttore breve del mignolo
  - Muscolo flessore breve del mignolo
- Muscolo estensore breve del mignolo